# El Remudadero, Hidalgo
El Remudadero är en ort i Mexiko.   Den ligger i kommunen Agua Blanca de Iturbide och delstaten Hidalgo, i den sydöstra delen av landet, 130 km nordost om huvudstaden Mexico City. El Remudadero ligger 2 318 meter över havet och antalet invånare är 216.
Terrängen runt El Remudadero är kuperad åt sydväst, men åt nordost är den bergig. Runt El Remudadero är det ganska glesbefolkat, med 47 invånare per kvadratkilometer. Närmaste större samhälle är San Bartolo Tutotepec, 17,1 km öster om El Remudadero. I omgivningarna runt El Remudadero växer i huvudsak blandskog.